# Botrychium ascendens
Botrychium ascendens är en låsbräkenväxtart som beskrevs av Wagner. Botrychium ascendens ingår i släktet låsbräknar, och familjen låsbräkenväxter. Inga underarter finns listade i Catalogue of Life.